# WISE 1049-5319

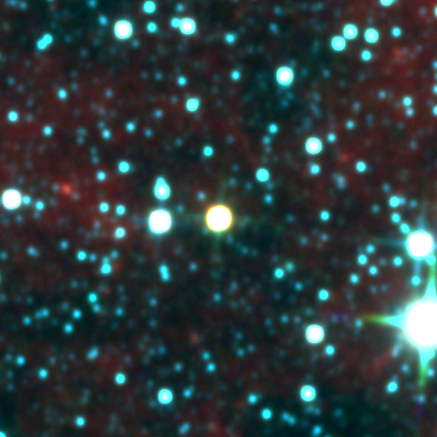
La nana marró binària WISE 1049-5319 és el disc groc al centre d'aquesta imatge del WISE del 7 de gener de 2010.

WISE 1049-5319 (el seu nom oficial complet és WISE J104915.57-531906), anomenat també Luhman 16 és un nan marrón binari situat en el sud de la constel·lació de la Vela a 6,5 anys llum del Sol, i que fa a aquests nans marrons els tercers estels més propers al sistema solar descoberts, després del sistema d'Alfa Centauri (conegut des de l'antiguitat) i l'estel de Barnard (descobert en 1916).
L'element principal, Luhman 16A, té una classificació estel·lar de L8 ± 1, i el secundari, Luhman 16B, és probablement prop de la transició L/T. El parell orbita entre si a una distància d'unes 3 ua, amb un període orbital d'uns 25 anys.

## Descobriment

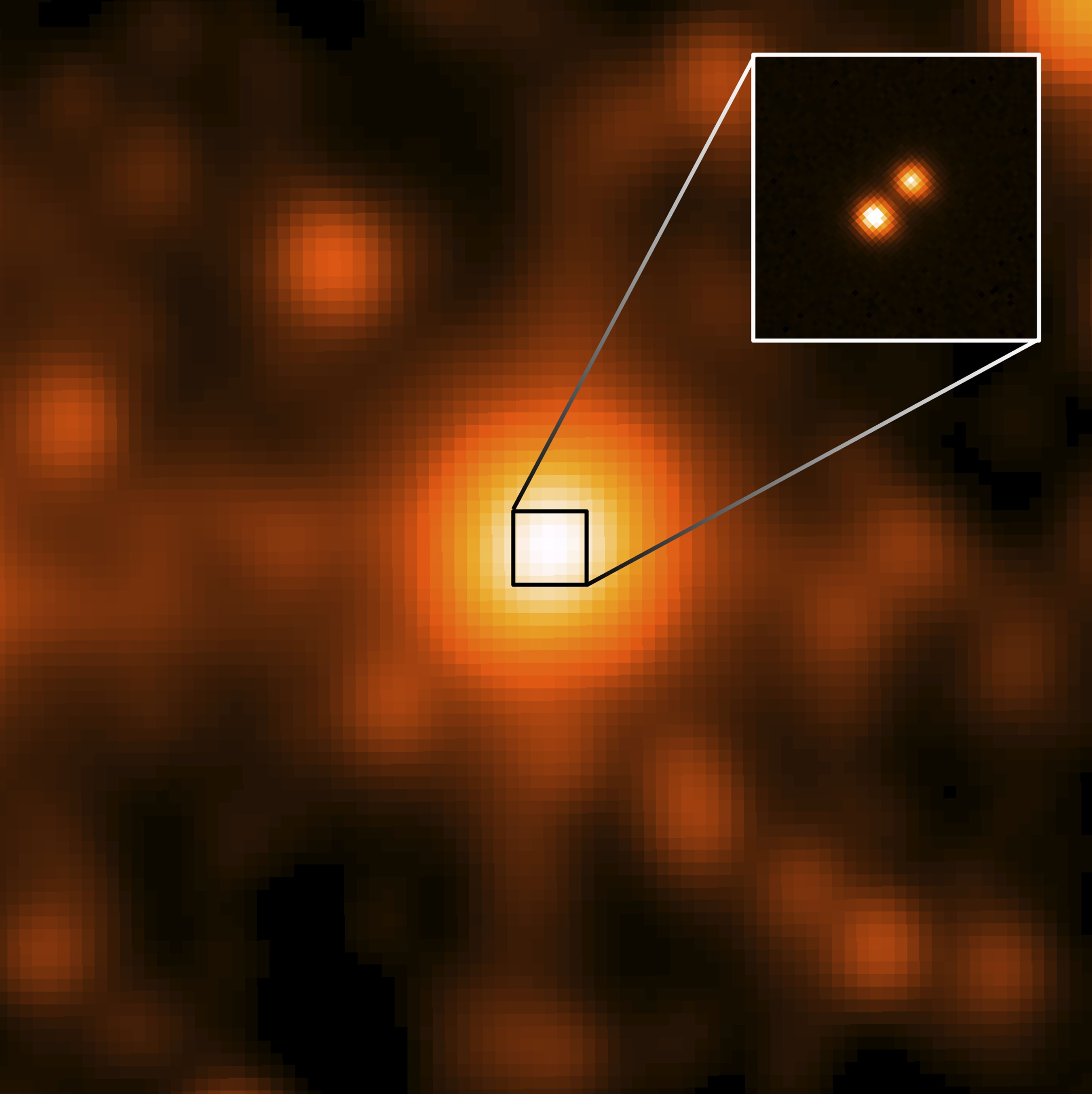
Imatge del WISE del sistema Luhman 16.

Els nans marrons van ser descoberts per Kevin Luhman, astrònom de la Pennsylvania State University, a partir d'imatges de l'observatori en òrbita Wide-field Infrared Survey Explorer (WISE), de la NASA, missió que es va desenvolupar des de desembre de 2009 fins a febrer de 2011; les imatges en les quals es va trobar havien estat preses entre gener de 2010 i gener de 2011, i el descobriment va ser anunciat en 2013.
El segon component del sistema també va ser descobert per Luhman en 2013, i va ser anunciat en el mateix article que cobria el descobriment del primer element. Va ser descobert en una imatge de la banda i presa en la nit del 23 de febrer de 2013 amb el Gemini Multi-Object Spectrograph (GMOS) en l'observatori Gemini Sud, Xile.